# Équipe d'Estonie des moins de 17 ans de football
L'équipe d'Estonie de football des moins de 17 ans est constituée par une sélection des meilleurs joueurs estoniens de moins de 17 ans sous l'égide de la Fédération d'Estonie de football.

## Parcours

### En Championnat d'Europe
| Phase finale | Phase finale | Phase finale | Phase finale | Phase finale | Phase finale | Phase finale | Phase finale | Phase finale |
| Année        | Stade        | Position     | J            | G            | N            | D            | Bp           | Bc           |
| ------------ | ------------ | ------------ | ------------ | ------------ | ------------ | ------------ | ------------ | ------------ |
| 1994         | Non qualifié | Non qualifié | Non qualifié | Non qualifié | Non qualifié | Non qualifié | Non qualifié | Non qualifié |
| 1995         | Non qualifié | Non qualifié | Non qualifié | Non qualifié | Non qualifié | Non qualifié | Non qualifié | Non qualifié |
| 1996         | Non qualifié | Non qualifié | Non qualifié | Non qualifié | Non qualifié | Non qualifié | Non qualifié | Non qualifié |
| 1997         | Non qualifié | Non qualifié | Non qualifié | Non qualifié | Non qualifié | Non qualifié | Non qualifié | Non qualifié |
| 1998         | Non qualifié | Non qualifié | Non qualifié | Non qualifié | Non qualifié | Non qualifié | Non qualifié | Non qualifié |
| 1999         | Non qualifié | Non qualifié | Non qualifié | Non qualifié | Non qualifié | Non qualifié | Non qualifié | Non qualifié |
| 2000         | Non qualifié | Non qualifié | Non qualifié | Non qualifié | Non qualifié | Non qualifié | Non qualifié | Non qualifié |
| 2001         | Non qualifié | Non qualifié | Non qualifié | Non qualifié | Non qualifié | Non qualifié | Non qualifié | Non qualifié |
| 2002         | Non qualifié | Non qualifié | Non qualifié | Non qualifié | Non qualifié | Non qualifié | Non qualifié | Non qualifié |
| 2003         | Non qualifié | Non qualifié | Non qualifié | Non qualifié | Non qualifié | Non qualifié | Non qualifié | Non qualifié |
| 2004         | Non qualifié | Non qualifié | Non qualifié | Non qualifié | Non qualifié | Non qualifié | Non qualifié | Non qualifié |
| 2005         | Non qualifié | Non qualifié | Non qualifié | Non qualifié | Non qualifié | Non qualifié | Non qualifié | Non qualifié |
| 2006         | Non qualifié | Non qualifié | Non qualifié | Non qualifié | Non qualifié | Non qualifié | Non qualifié | Non qualifié |
| 2007         | Non qualifié | Non qualifié | Non qualifié | Non qualifié | Non qualifié | Non qualifié | Non qualifié | Non qualifié |
| 2008         | Non qualifié | Non qualifié | Non qualifié | Non qualifié | Non qualifié | Non qualifié | Non qualifié | Non qualifié |
| 2009         | Non qualifié | Non qualifié | Non qualifié | Non qualifié | Non qualifié | Non qualifié | Non qualifié | Non qualifié |
| 2010         | Non qualifié | Non qualifié | Non qualifié | Non qualifié | Non qualifié | Non qualifié | Non qualifié | Non qualifié |
| 2011         | Non qualifié | Non qualifié | Non qualifié | Non qualifié | Non qualifié | Non qualifié | Non qualifié | Non qualifié |
| 2012         | Non qualifié | Non qualifié | Non qualifié | Non qualifié | Non qualifié | Non qualifié | Non qualifié | Non qualifié |
| 2013         | Non qualifié | Non qualifié | Non qualifié | Non qualifié | Non qualifié | Non qualifié | Non qualifié | Non qualifié |
| 2014         | Non qualifié | Non qualifié | Non qualifié | Non qualifié | Non qualifié | Non qualifié | Non qualifié | Non qualifié |
| 2015         | Non qualifié | Non qualifié | Non qualifié | Non qualifié | Non qualifié | Non qualifié | Non qualifié | Non qualifié |
| 2016         | Non qualifié | Non qualifié | Non qualifié | Non qualifié | Non qualifié | Non qualifié | Non qualifié | Non qualifié |
| 2017         | Non qualifié | Non qualifié | Non qualifié | Non qualifié | Non qualifié | Non qualifié | Non qualifié | Non qualifié |
| 2018         | Non qualifié | Non qualifié | Non qualifié | Non qualifié | Non qualifié | Non qualifié | Non qualifié | Non qualifié |
| 2019         | Non qualifié | Non qualifié | Non qualifié | Non qualifié | Non qualifié | Non qualifié | Non qualifié | Non qualifié |
| Total        | 0/25         |              | 0            | 0            | 0            | 0            | 0            | 0            |

### En Coupe du monde
| Phase finale | Phase finale | Phase finale | Phase finale | Phase finale | Phase finale | Phase finale | Phase finale | Phase finale |
| Année        | Stade        | Position     | J            | G            | N            | D            | Bp           | Bc           |
| ------------ | ------------ | ------------ | ------------ | ------------ | ------------ | ------------ | ------------ | ------------ |
| 1995         | Non qualifié | Non qualifié | Non qualifié | Non qualifié | Non qualifié | Non qualifié | Non qualifié | Non qualifié |
| 1997         | Non qualifié | Non qualifié | Non qualifié | Non qualifié | Non qualifié | Non qualifié | Non qualifié | Non qualifié |
| 1999         | Non qualifié | Non qualifié | Non qualifié | Non qualifié | Non qualifié | Non qualifié | Non qualifié | Non qualifié |
| 2001         | Non qualifié | Non qualifié | Non qualifié | Non qualifié | Non qualifié | Non qualifié | Non qualifié | Non qualifié |
| 2003         | Non qualifié | Non qualifié | Non qualifié | Non qualifié | Non qualifié | Non qualifié | Non qualifié | Non qualifié |
| 2005         | Non qualifié | Non qualifié | Non qualifié | Non qualifié | Non qualifié | Non qualifié | Non qualifié | Non qualifié |
| 2007         | Non qualifié | Non qualifié | Non qualifié | Non qualifié | Non qualifié | Non qualifié | Non qualifié | Non qualifié |
| 2009         | Non qualifié | Non qualifié | Non qualifié | Non qualifié | Non qualifié | Non qualifié | Non qualifié | Non qualifié |
| 2011         | Non qualifié | Non qualifié | Non qualifié | Non qualifié | Non qualifié | Non qualifié | Non qualifié | Non qualifié |
| 2013         | Non qualifié | Non qualifié | Non qualifié | Non qualifié | Non qualifié | Non qualifié | Non qualifié | Non qualifié |
| 2015         | Non qualifié | Non qualifié | Non qualifié | Non qualifié | Non qualifié | Non qualifié | Non qualifié | Non qualifié |
| 2017         | Non qualifié | Non qualifié | Non qualifié | Non qualifié | Non qualifié | Non qualifié | Non qualifié | Non qualifié |
| 2019         | Non qualifié | Non qualifié | Non qualifié | Non qualifié | Non qualifié | Non qualifié | Non qualifié | Non qualifié |
| 2023         | À déterminer | À déterminer | À déterminer | À déterminer | À déterminer | À déterminer | À déterminer | À déterminer |
| Total        | 0/13         |              | 0            | 0            | 0            | 0            | 0            | 0            |